# 中国俊兽属
中国俊兽属（学名：Sinobaatar）是一种已灭绝的哺乳动物，属多瘤齿兽目始俊兽科，生活于白垩纪早期。其化石最初在中国辽宁西部凌源大王杖子的义县组地层中被发现。
2002年，胡耀明与王元青将其命名为中国俊兽属（Sinobaatar），属名中的sino为中国之意，baatar（巴特尔）则为蒙古语“英雄”之意。其模式种为凌源中国俊兽（Sinobaatar lingyuanensis），种名以发现地凌源命名。

## 种
- 凌源中国俊兽 Sinobaatar lingyuanensis
- 谢氏中国俊兽 Sinobaatar xiei
- 阜新中国俊兽 Sinobaatar fuxinensis